# 卡姆登 (南卡罗来纳州)
卡姆登（英文：Camden），是美国南卡罗来纳州下属的一座城市。城市类型是“City”。其面积大约为11.39平方英里（29.49平方公里）。根据2010年美国人口普查，该市有人口6,838人，人口密度约为每平方 英里600.46人（约合每平方公里231.85人）。

## 知名人物
- 老亨利·摩根索